# NGC 1682
NGC 1682 је елиптична галаксија у сазвежђу Орион која се налази на NGC листи објеката дубоког неба.
Деклинација објекта је - 3° 6' 19" а ректасцензија 4h 52m 19,7s. Привидна величина (магнитуда) објекта NGC 1682 износи 13,5 а фотографска магнитуда 14,5. NGC 1682 је још познат и под ознакама MCG -1-13-28, NPM1G -03.0219, PGC 16211.